# عباس أباد (فراهان)
عباس أباد (بالفارسية: عباس‌آباد) هي قرية تقع في مركزي في إيران. يقدر عدد سكانها بـ 280 نسمة .